# Dundocera fagei
Dundocera fagei is een spinnensoort uit de familie Ochyroceratidae. De soort komt voor in Angola.